# Probing Lensing Anomalies Network
Le Probing Lensing Anomalies NETwork (PLANET, « Réseau sondant les anomalies lenticulaires »)
est une organisation qui coordonne un réseau de télescopes afin de vérifier rapidement des mesures photométriques et spectroscopiques de l'agrandissement du rayonnement
de diverses sources par microlentille gravitationnelle, causée par des étoiles ou d'autres corps compacts de la Voie lactée.
PLANET utilise un réseau de cinq télescopes optiques d'un mètre distribués dans l'hémisphère sud afin d'effectuer une surveillance quasi-continue du bulbe galactique.